# 斎藤恒久
斎藤 恒久（さいとう つねひさ、1947年〈昭和22年〉 - 2020年〈令和2年〉2月20日）は、日本の実業家。東京都台東区浅草のストリップ劇場であるロック座の元社長、後に会長。東京都出身。
ロック座の先代社長及び会長である斎藤智恵子の長男として誕生した。1973年（昭和48年）に母が初代会長に就任した後、社長職を継いだ。1985年（昭和60年）には、ロック座の舞台に照明や音響などの工夫を凝らしてミュージカル風に仕立て上げ、人気AV女優を出演させて、ソフト路線のショーを作り上げ、成功させた。また智恵子の企画、智恵子と親交のあったビートたけしの監督・主演による映画『座頭市』ではプロデューサーを務めた。
2005年（平成17年）に智恵子が名誉会長の座に退いた後、会長職を継ぎ、社長職は自らの長男に継がせた。智恵子が2017年（平成29年）に死去した後、その3年後の2020年、東京都文京区の病院で、肝細胞癌のために満72歳で死去した。葬儀は同2月25日に東京都上野の寛永寺で営まれ、松平健、小向美奈子、ゾマホン・ルフィン、ラモス瑠偉ら、斎藤親子やロック座ゆかりの芸能人も多く参列した。